# Pârâul Pietrele Lacului
Pârâul Pietrele Lacului este un afluent al râului Sălătrucel (Pătești). 